# Medolla
Medolla est une commune de la province de Modène dans la région Émilie-Romagne en Italie.

## Histoire
La ville et sa périphérie sont endommagées par le séisme du 20 mai 2012, notamment dans le domaine des entreprises biomédicales et pharmaceutiques implantées dans la région.

## Administration
| Période                                  | Période | Identité | Étiquette | Qualité |
| ---------------------------------------- | ------- | -------- | --------- | ------- |
|                                          |         |          |           |         |
| Les données manquantes sont à compléter. |         |          |           |         |

### Hameaux
Villafranca, Camurana

### Communes limitrophes
Bomporto, Camposanto, Cavezzo, Mirandola, San Felice sul Panaro, San Prospero